# Neissèria de la meningitis
Neisseria meningitidis, conegut com a neissèria de la meningitis, és un bacteri diplococ heterotròfic gram-negatiu més conegut pel seu paper en la meningitis i altres formes de malaltia meningocòccica, com la meningococcèmia. N. meningitidis és una causa important de morbiditat i mortalitat en la infància als països industrialitzats i és responsable de les epidèmies a Àfrica i a Àsia. Anton Weichselbaum en 1887 va descobrir per primera vegada la malaltia en pacients infectats pel meningococ.

## Epidemiologia
Aproximadament, entre 2.500 i 3.500 casos d'infecció per N. meningitidis es produeixen anualment als Estats Units, amb una taxa d'aproximadament un cas per cada 100.000. Els nens menors de 5 anys estan en major risc, seguit pels adolescents en edat d'escola secundària. Les taxes a l'Àfrica subsahariana pot oscil·len entre 1 de cada 1.000 a 1 a 100.

## Biologia
El meningococ només infecta els humans i mai ha estat aïllat en animals perquè no pot obtenir ferro a partir de fonts que no siguin humanes (transferrina i lactoferrina).
Existeix com a flora normal a la nasofaringe en un 15,5% dels adults. Dona lloca a l'única forma de meningitis bacteriana que se sap que es produeix en forma de brots epidèmics. Streptococcus pneumoniae (també conegut com a pneumococ) és l'etiologia bacteriana més comuna de meningitis en els nens més enllà de 2 mesos d'edat (1-3 per 100.000).
El meningococ es transmet a través de l'intercanvi de saliva i altres secrecions respiratòries durant les activitats com la tos, els petons i xuclar alguns objectes, com les joguines (fòmits). Encara que al principi produeix símptomes generals com fatiga, que pot progressar ràpidament incloent febre, mal de cap i rigidesa en el coll fins al coma i la mort. Els símptomes es confonen fàcilment amb els de la meningitis per altres organismes com Haemophilus influenzae i Streptococcus pneumoniae. La mort ocorre en aproximadament el 10% dels casos. Les persones amb alteracions de la immunitat poden tenir un risc augmentat d'infecció per meningococ (per exemple, les persones amb síndrome nefròtica o esplenectomitzats (sense melsa). Aquestes persones han de ser vacunades contra aquest bacteri per evitar complicacions.
La sospita de meningitis és una urgència mèdica, recomanant-se atenció mèdica urgent. Al Regne Unit qualsevol metge que sospita d'un cas de meningitis meningocòccica o septicèmia (infecció de la sang) ha de donar antibiòtics per via intravenosa (benzilpenicil·lina o cefotaxima) i ingressar la persona malalta a l'hospital. Això comporta que les proves laboratori siguin menys propenses a confirmar la presència de Neisseria meningitidis (falsos negatius), perquè els antibiòtics han reduït dràsticament el nombre de bacteris en el cos. Aquesta manera de procedir es basa en la idea que la disminució de la capacitat per identificar el bacteri es veu compensada per la menor possibilitat de mort.
La septicèmia causada per Neisseria meningitidis ha rebut molta menys atenció que la meningitis meningocòccica, tot i que la septicèmia s'ha relacionat amb les morts infantils. La septicèmia meningocòccica sol causar una erupció tipus púrpurica que no perd el seu color vermell quan es pressiona ("vitropressió negativa") i no causa els símptomes clàssics de la meningitis. Això significa que aquest símptoma pot ser ignorat per aquells que no són conscients de la importància de l'erupció. La septicèmia suposa una taxa aproximada del 50% de mortalitat durant les primeres hores. Tingueu en compte que no tots els casos d'erupció purpúrica es deuen a la septicèmia meningocòccica. A més, existeixen altres possibles causes que motivin l'aparició d'aquest tipus de lesions com, per exemple, trastorns de les plaquetes (PTI) o la púrpura de Henoch-Schönlein.
Altres complicacions greus són la síndrome de Waterhouse-Friderichsen (hemorràgia massiva, generalment bilateral, a la glàndula suprarenal per meningococcèmia fulminant), insuficiència suprarenal, i la coagulació intravascular disseminada.

## Factors de virulència
Els lipooligosacàrids (LOS) són un component de la membrana externa de N. meningitidis, que actua com una endotoxina que és responsable de la febre, xoc sèptic, hemorràgia, degut a la destrucció dels glòbuls vermells. Altres factors de virulència inclouen una càpsula de polisacàrids que impedeix la fagocitosi i ajuda a evadir la resposta immune de l'hoste. També presenta fímbries que intervenen en la fixació del bacteri a les cèl·lules epitelials de la nasofaringe. Recentment s'ha descobert a la Xina una soca hipervirulenta, el seu impacte està encara per determinar.

## Mecanismes d'invasió cel·lular
N. meningitidis és un paràsit intracel·luar específic dels humans, responsable de la septicèmia i la meningitis. Com la majoria dels patògens bacterians intracel·lulars, N. meningitidis explota les vies de senyalització de la cèl·lula hoste per promoure la seva absorció per les cèl·lules de l'hoste. N. meningitidis no té un sistema de secreció de tipus III ni de tipus IV. La senyalització que condueix a la internalització bacteriana és induïda pels pili de tipus IV, que són els principals mitjans d'adhesió meningocòccica a les cèl·lules hoste. La senyalització induïda per l'adhesió del pilus de tipus IV és responsable de la formació d'estructures similars a les microvellositats al lloc de la interacció de les cèl·lules bacterianes. Aquestes microvellositats desencadenen la internalització del bacteri a la cèl·lula hoste. Una de les principals conseqüències d'aquests esdeveniments de senyalització és una reorganització del citoesquelet d'actina, la qual cosa condueix a la formació de protuberàncies de la membrana, que envolten els patògens bacterians en vacúols intracel·lulars. La internalització eficient de N. meningitidis també requereix l'activació d'una via alternativa de senyalització, l'activació del receptor ErbB2 de la tirosina-cinasa. Al costat dels pilis de tipus IV, altres proteïnes de membrana externa podrien estar involucrades en un altre mecanisme d'internalització dels bacteris a les cèl·lules.

## Diagnòstic
L'estàndard d'or del diagnòstic és l'aïllament de N. meningitidis en líquid corporal estèril. Un cop se sospita la seva presència, s'envia immediatament una mostra de LCR al laboratori per a la identificació de l'organisme. El diagnòstic es basa en el cultiu de l'organisme en una placa d'agar xocolata. Es poden portar a terme noves proves per diferenciar les espècies, incloent-hi les proves d'oxidasa, catalasa (totes les espècies de Neisseria clínicament rellevants mostren una reacció positiva) i els carbohidrats sacarosa, maltosa, així com la prova de glucosa en què N. meningitidis oxida (és a dir, utilitza) la glucosa i la maltosa. Les proves serològiques determinen el subgrup de l'organisme aïllat.
Si l'organisme arriba a la circulació, a continuació, s'han de portar a terme els cultius de sang i processats en conseqüència.
La Quintain NS i la RMIT University han desenvolupat una prova ràpida per a diagnosticar la malaltia meningocòccica, que proporciona resultats en menys de 15 minuts.
Les proves clíniques que s'utilitzen actualment per al diagnòstic de la malaltia meningocòccica poden durar entre 2 i 48 hores i, sovint es basen en el cultiu dels bacteris de la sang o mostres de líquid cefalorraquidi (LCR). No obstant això, les proves de reacció en cadena de la polimerasa (PCR) es poden utilitzar per identificar l'organisme, fins i tot després que els antibiòtics hagin començat a reduir la infecció. Donat que la malaltia té un risc de mortalitat que s'acosta al 15% a les 12 hores de la infecció, és fonamental que es realitzin les proves al més ràpidament possible, però no s'han d'esperar els resultats per iniciar la teràpia amb antibiòtics.

## Tractament
Els pacients amb infecció documentada N. meningitidis han de ser hospitalitzats immediatament per rebre tractament amb antibiòtics (penicil·lina G, ceftriaxona i cefotaxima) i per a les persones al·lèrgiques a les penicil·lines, el cloramfenicol. Els estudis que donen suport l'ús dels corticoesteroides no són concloents.

## Tractament i prevenció
Tots els contactes recents del pacient infectat set dies abans de l'inici dels símptomes han de rebre medicaments (rifampicina, ceftriaxona o ciprofloxacina) per evitar que contreguin la infecció. Això inclou especialment els nens, els cuidadors de nens o contactes de la llar d'infants, així com qualsevol persona que hagi tingut contacte directe amb el pacient a través de petons, compartir utensilis o les intervencions mèdiques com la ressuscitació boca-a-boca. Qualsevol persona que hagit menjat, dormiet o es van quedar a la casa del pacient durant els 7 dies abans de l'inici dels símptomes, o els que estaven asseguts al costat del pacient en un vol de 8 hores o més, també han de rebre quimioprofilaxi.
Hi ha dues vacunes disponibles als Estats Units per prevenir la malaltia meningocòccica. La vacuna meningocòccica conjugada (MCV4) va ser autoritzada als EUA el 2005. És la vacuna indicada per a persones de 2 a 55 anys. La vacuna antimeningocòccica polisacàrida (MPSV4) ha estat disponible des de la dècada de 1970. Es pot fer servir si la MCV4 no està disponible, i és l'única vacuna antimeningocòccica autoritzada per les persones majors de 55 anys. Es pot trobar informació sobre qui ha de rebre la vacuna meningocòccica als Centers for Disease Prevention and Control (CDC).